# Jan Kubelík

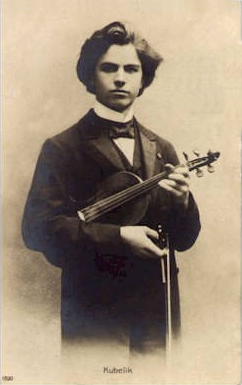
Jan Kubelík

 Jan Kubelík  (Michle, 5 juli 1880 – Praag, 5 december 1940) was een Tsjechisch vioolvirtuoos en componist. Hij was de vader van dirigent en componist Rafael Kubelík (1914-1996).
Als kind perfectioneerde Jan Kubelík zijn vioolspel door onder begeleiding van zijn vader 10 tot 12 uur per dag te oefenen. Zijn debuut was al in 1888. Na 1892 kreeg hij les van Otakar Ševčík aan het Conservatorium van Praag.
Vanaf 1898 maakte Kubelík tournees als solist en maakte velen enthousiast door zijn foutloze vioolspel, hiervoor werd hem in 1902 de gouden medaille van de Royal Philharmonic Society in Londen uitgereikt.
Hoewel hij tot zijn dood op het toneel stond, kreeg zijn carrière in de jaren '20 een terugval, enerzijds door concurrentie van de opkomende vioolvirtuoos Jascha Heifetz, anderzijds door de kritieken uit de vakwereld, dat zijn speelwijze emotieloos zou zijn.
Kubelík bespeelde een Stradivarius uit 1715. Hij componeerde onder andere zes vioolconcerten.

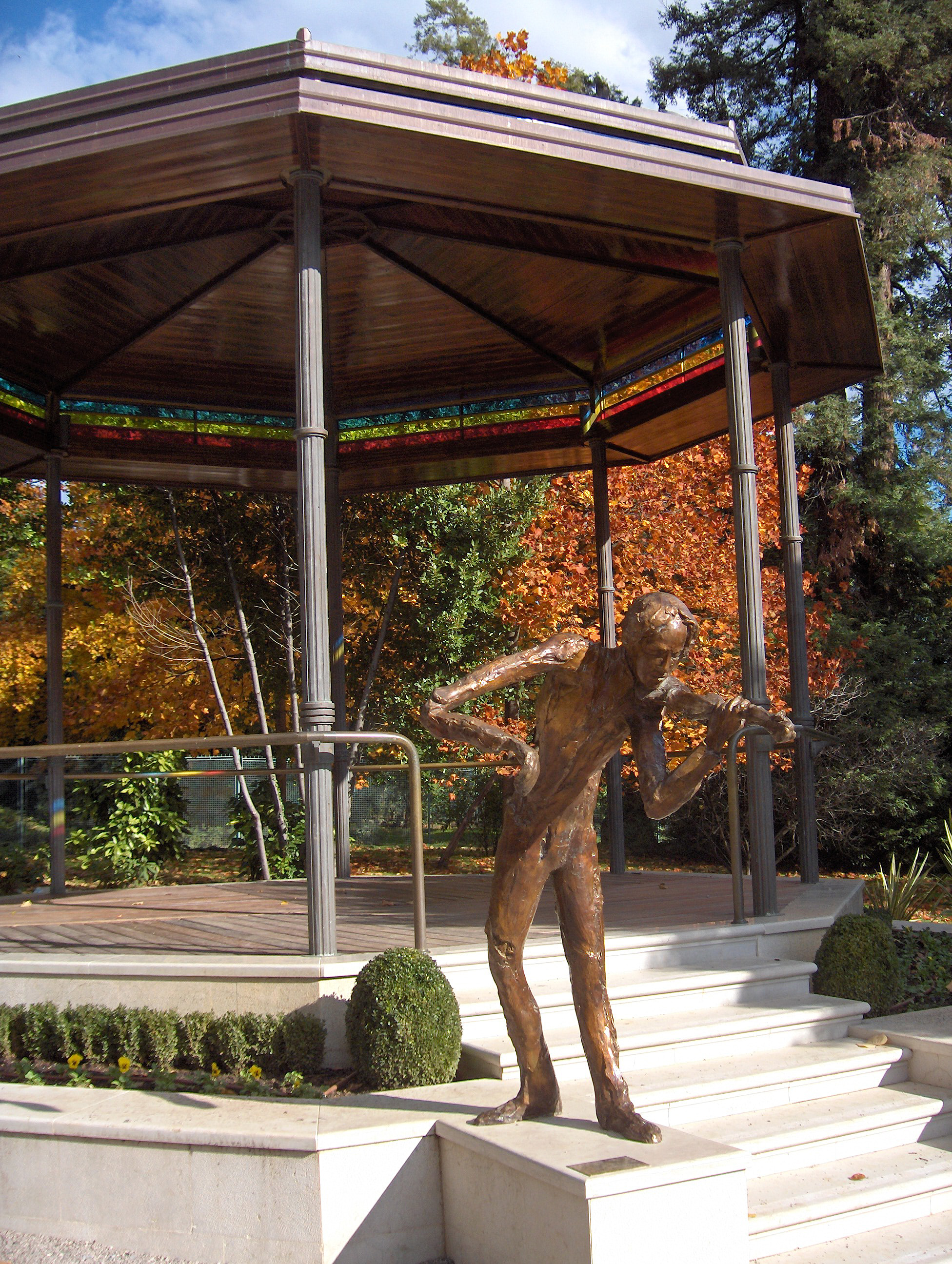
Standbeeld van Jan Kubelík
in Opatija, Kroatië